# Nyali Beach
Nyali Beach är en strand i Kenya.   Den ligger i länet Mombasa, i den södra delen av landet, 400 km sydost om huvudstaden Nairobi.